# Sigge Ågren
Johan Edvard Sigfrid "Sigge" Ågren, född den 25 september 1910 i Göteborg, död 6 augusti 1989 i Bromma, var en svensk journalist som var verksam vid Expressen. 
Mellan 1935 och 1940 studerade han vid Göteborgs högskola. År 1940 blev han redaktionssekreterare vid Göteborgs-Tidningen. I samband med starten av kvällstidningen Expressen år 1944 utsågs han till tidningens notischef. Mellan 1950 och 1969 var han redaktionschef på Expressen.
Efter pensioneringen arbetade han periodvis med TV, bland annat i serien Eftersnack (1970). Mellan 1975 och 1983 var han medlem av redaktionen för SVT:s Barnjournalen. Senare, mellan 1985 och 1989, arbetade han även med Sveriges Radios program Senioren.
Sigge Ågren fick flera belöningar för sin journalistiska gärning, bland andra Publicistklubbens journalistpris. År 1989 hedrades han postumt, då juryn för Stora journalistpriset gav honom ett hedersomnämnande för "banbrytande insatser i svensk journalistik".
Han myntade uttrycket: "Skriv kort, helst inte alls." Sigge Ågren är gravsatt i minneslunden på Råcksta begravningsplats.